# Huỳnh Thị Thùy Dung
Huỳnh Thị Thùy Dung (sinh ngày 11 tháng 7 năm 1996) là một á hậu – người dẫn chương trình người Việt Nam. Năm 2016, Thùy Dung đoạt giải Á hậu tại Hoa hậu Việt Nam 2016.

## Tiểu sử
Huỳnh Thị Thùy Dung, sinh ngày 11 tháng 7 năm 1996, tại Thành phố Hồ Chí Minh, trong gia đình có bốn chị em gái, Thùy Dung là con út. Cô từng là học sinh của Trường THPT Lê Quý Đôn. Trong kì thi tốt nghiệp THPT, Thùy Dung đã đạt điểm tuyệt đối môn tiếng Anh và đạt 9,5 trong kì tuyển sinh đại học. Khi còn là sinh viên Thùy Dung đã đoạt danh hiệu "Hoa khôi Đại học Ngoại thương".

## Sự nghiệp

### Duyên dáng Ngoại thương 2016
Năm 2016, Thùy Dung đăng quang cuộc thi "Duyên dáng Ngoại thương" của Trường Đại học Ngoại thương TP.HCM.

### Hoa hậu Việt Nam 2016
Thùy Dung cho biết ban đầu cô giấu gia đình nộp đơn dự thi nhưng ba cô giữ hết giấy tờ, cô đã thuyết phục gia đình để dự thi Hoa hậu Việt Nam. Trong đêm chung kết Thùy Dung đoạt giải Á hậu 2 và giải phụ Người đẹp tài năng, Á hậu 1 là Ngô Thanh Thanh Tú, Hoa hậu thuộc về Đỗ Mỹ Linh.

### Hoa hậu Quốc tế 2017
Thùy Dung đại diện Việt Nam dự thi Hoa hậu Quốc tế 2017. Thùy Dung dừng bước sau các phần thi và không có mặt trong Top 15. Cũng tại cuộc thi cô vinh dự nhận giải Đại sứ Du lịch Nhật Bản do ban tổ chức trao tặng.

### Dẫn chương trình
Sau các cuộc thi hoa hậu với trình độ tiếng Anh lưu loát và kỹ năng giao tiếp tốt Thuỳ Dung chuyển sang làm người dẫn chương trình.

### Video âm nhạc
Năm 2019, Thuỳ Dung xuất hiện trong MV Vì lặng im giết chết con tim của ca sĩ Ôn Vĩnh Quang. Lần đầu tiên cô tham gia diễn xuất trong một dự án âm nhạc.
Khi được anh Ôn Vĩnh Quang mời tham gia đóng MV, Dung bất ngờ vì mình chưa bao giờ thử sức ở lĩnh vực này nhưng anh ấy vẫn giao cho mình vai nữ chính. Qua lần trải nghiệm, Dung càng thích và muốn thử sức ở nhiều dự án về diễn xuất nhiều hơn.— Thùy Dung

## Đời tư
Năm 2019, Thùy Dung công khai người yêu là một Thạc sĩ tốt nghiệp tại Hoa Kỳ, sinh sống ở Hà Nội. Cả hai quen nhau từ cuối năm 2017 và nảy sinh tình cảm.

## Chương trình truyền hình

### Dẫn chương trình
- Chuyện trưa 12 giờ
- Sóng VieON
- Hoa hậu Chuyển giới Việt Nam 2020
- Hoa hậu Trái Đất 2023

### Chương trình tham gia
- Ca sĩ bí ẩn (Mùa 3 - Tập 16 - 2019)
- Chuẩn cơm mẹ nấu (Tập 220 - 2019)
- Người ấy là ai (Mùa 2 - Tập 3 - 2019)
- Nhanh như chớp nhí (Mùa 3 - Tập 9 - 2020)
- Bí kíp vàng (Mùa 2 - Tập 5 - 2020)
- Thực khách vui vẻ (Tập 16 - 2020)
- Ký ức vui vẻ (Mùa 3 - Tập 17 - 2021)